# 한연수 (전한)
한연수(韓延壽, ? ~ 기원전 57년)는 전한 후기의 관료로, 자는 장공(長公)이며 연나라 사람이다. 아버지 한의(韓義)는 연나라의 낭중(郞中)이었는데, 연날왕의 반란을 만류하다가 주살되었다.

## 생애
군에서 문학(文學)을 지냈다. 곽광에게 발탁되어 간대부(諫大夫)가 되었고, 회양태수로 전임되었다. 임지에서의 치적이 뛰어났기에, 이후 영천태수가 되었다.
당시 영천에는 호걸이 많아 다스리기 어려웠기 때문에, 조정에서는 뛰어난 관리만을 영천태수에 임명하였었다. 예전에 조광한이 태수로 부임하였을 때, 영천 사람들이 패거리를 만들고 다니는 걸 걱정하여 사람들로 하여금 서로 이를 고발하게 하였다. 하지만 그들은 이를 원망하였었고, 새로 부임한 한연수는 이를 타개하여 예절과 겸양으로 교화시키고자 하였다. 사람들이 듣지 않을 것을 대비하여 한연수는 군의 장로 및 인망이 두터운 자 수십 명을 불러들였고, 주연을 베풀고 예를 다하며 친밀하게 지냈다. 몇 년 후 동군태수로 전임되었는데, 나중에 부임한 영천태수 황패는 한연수의 치적 덕분에 영천을 잘 다스릴 수 있었다.
신작 2년(기원전 60년)에 수좌풍익이 되었고, 이듬해에 정식으로 취임하였다.
오봉 원년(기원전 57년), 어사대부 소망지는 한연수가 동군태수로 있을 때 공금을 횡령한 사실을 적발하였다. 소망지는 이를 문초하려 하였으나, 도리어 한연수는 소망지가 좌풍익 시절에 공금을 횡령한 것을 문초하였다. 곧 한연수는 소망지를 탄핵하였으나, 선제는 이를 의심하여 둘 다 문초하게 하였다. 그 결과 소망지의 횡령은 사실무근임이 밝혀졌고, 한연수는 동군태수 시절에 거마와 의복을 신분에 맞지 않게 사용한 것이 밝혀졌다. 소망지는 한연수를 탄핵하였고, 결국 한연수는 주살되었다. 한연수가 죽을 때 그를 흠모한 백성과 관리들 수천 명이 배웅하였고, 술을 권하는 자가 끊이지 않아 한연수는 술을 한 섬이나 마셨다.
한연수의 세 아들은 모두 관리를 지내고 있었으나, 한연수가 벼슬하지 말 것을 유언으로 남겼기 때문에 모두 그만두었다. 손자 한위(韓威)는 벼슬하여 장군이 되었으나, 한연수처럼 주제넘게 행동하여 주살되었다.

## 출전
- 반고, 《한서》
  - 권19하 백관공경표 下
  - 권76 조윤한장양왕전